# Pałac w Raszowej
Pałac w Raszowej – wybudowany  w 1688 r. w Raszowej.

## Położenie
Pałac położony jest we wsi  w Polsce w województwie dolnośląskim, w powiecie lubińskim, w gminie Lubin.

## Historia
Barokowy pałac w ruinie  wzniesiony dla Jerzego von Lüttichau otoczony był fosą, do którego prowadziły trzy mosty (ze wschodu i zachodu oraz z mauzoleum rodowego). Na przełomie XIX i XX został przebudowany. Pod koniec II wojny światowej w styczniu 1945 r. pałac został niemal doszczętnie zniszczony w wyniku bombardowań. Całkowitemu uszkodzeniu uległo również mauzoleum rodowe usytuowane w południowo-wschodniej części parku. Dziś pozostały tylko ruiny. Obiekt jest częścią zespołu pałacowego, w skład którego wchodzi jeszcze park,  dom mieszkalny (nr 1), budynek gospodarczy (nr 1).